# كأس تونس للكرة الطائرة للرجال 1988–89
كأس تونس للكرة الطائرة للرجال 1988-1989 هو الموسم رقم 33 من كأس تونس للكرة الطائرة للرجال.

فاز بهذا الموسم النادي الأولمبي القليبي.

## روابط خارجية
- الموقع الرسمي للجامعة التونسية للكرة الطائرة.